# William Brock
Pour les articles homonymes, voir Brock.
William Emerson « Bill » Brock III, né le 23 novembre 1930 à Chattanooga (Tennessee) et mort le 25 mars 2021, est un homme politique américain. Membre du Parti républicain, il est représentant du Tennessee entre 1963 et 1971, sénateur du même État entre 1971 et 1977, représentant américain au commerce entre 1981 et 1985 puis secrétaire au Travail entre 1985 et 1987 dans l'administration du président Ronald Reagan.

## Biographie
Brock était originaire de Chattanooga, où sa famille possédait une entreprise de confiserie bien connue. Il était le fils de Myra (Kruesi) et William Emerson Brock, Jr. 
Brock était diplômé de l'école McCallie en 1949 et diplômé de Washington and Lee University, Lexington, Virginie en 1953, puis a servi dans la marine américaine jusqu'en 1956. Il a ensuite travaillé dans l'entreprise de confiserie de sa famille. 
Brock avait été élevé comme démocrate, mais il rejoint les Républicains dans les années 1950. 
En 1962, il est élu à la chambre des représentants des États-Unis pour le 3e district du Tennessee, basé à Chattanooga. Le 3e district était depuis longtemps le seul district démocrate de l'Est du Tennessee, une région traditionnellement républicaine. La victoire de Brock mit fin à 40 ans de domination démocrate du 3e district. Brock y est réélu en 1964 avec plus de neuf points de majorité. Il est nouveau réélu en 1966 et 1968. Pendant le mandat de Brock à la Chambre, il vote en faveur du Civil Rights Act de 1968, mais a voté contre le Civil Rights Act de 1964 et le Voting Rights Act de 1965.
Après 4 mandats à la chambre, Brock est élu en 1970 au Sénat des États-Unis pour l'un des deux sièges du Tennessee, après avoir battu le sénateur démocrate sortant Albert Arnold Gore, Sr.